# Neostauropus major
Neostauropus major är en fjärilsart som beskrevs av Van Eecke 1929. Neostauropus major ingår i släktet Neostauropus och familjen tandspinnare. Inga underarter finns listade i Catalogue of Life.